# Cilibia
Cilibia é uma comuna romena localizada no distrito de Buzău, na região de Valáquia. A comuna possui uma área de 49.41 km² e sua população era de 1912 habitantes segundo o censo de 2007.